# لوئیس آلن (تنیس‌باز)
 لوئیس آلن (انگلیسی: Louise Allen؛ زاده ۷ ژانویهٔ ۱۹۶۲) یک تنیس‌باز اهل ایالات متحده آمریکا است.